# Cnémophile de Loria
Cnemophilus loriae
Espèce
Statut de conservation UICN

 LC  : Préoccupation mineure
Statut CITES
Le Cnémophile de Loria (Cnemophilus loriae) est l'une des deux espèces d'oiseaux appartenant au genre Cnemophilus.

## Répartition
Il vit à travers la Chaîne Centrale (Nouvelle-Guinée).

## Habitat
Cet oiseau se trouve dans les forêts humides en plaine et dans les montagnes subtropicales et tropicales.

## Sous-espèces
D'après Alan P. Peterson, il en existe trois sous-espèces :
- Cnemophilus loriae amethystinus (Stresemann) 1934 ;
- Cnemophilus loriae inexpectatus (Junge) 1939 ;
- Cnemophilus loriae loriae (Salvadori) 1895.